# Aermacchi M-346
L'Aermacchi M-346 Master est un biplace d’entraînement militaire italien avancé et de transformation opérationnelle dérivé du Yakovlev Yak-130 qui est depuis 2017 disponible en tant que chasseur léger polyvalent.

## Un projet russo-italien
En 1991, la Russie lança le développement d’un biplace d’entraînement militaire avancé pour assurer la formation et la conversion opérationnelle des pilotes de MiG-29 et Su-27, donc un appareil nettement plus performant et plus maniable que l'Aero L-39 Albatros. En 1993, Aermacchi rejoignit le bureau d’études Yakovlev et le groupe industriel Sokol autour du programme Yak-130, dont le prototype prit l’air le 26 avril 1996. En 1997, le prototype gagna l’Italie pour être présenté à l’AMI comme possible successeur au MB-339. L’avion était alors commercialisé comme Yak/AEM-130.
Fin 1999, il sembla évident pour Aermacchi que ses associés russes n’avaient pas les mêmes priorités et les difficultés économiques de la Russie ne laissent pas envisager une commande rapide. En 2000, le salon aéronautique de Farnborough fut donc l’occasion d’annoncer qu’Aermacchi avait repris sa liberté et développait une version occidentalisée du Yak-130. Le nouveau biplace, baptisé M-346, développé essentiellement sur les fonds privés de l’avionneur, devait voler mi-2002 avec un début de production annoncé pour 2005. En juin 2001, une maquette grandeur nature a été présentée au Salon du Bourget.

## Un Yak-130 allégé et occidentalisé
L’Aermacchi M-346 se présente comme un monoplan à aile en flèche construit essentiellement en alliage d’aluminium. L’empennage horizontal est entièrement mobile et l’appareil, biplace en tandem, repose sur un train d’atterrissage tricycle. Les deux réacteurs Klimov DV-2S ont été remplacés par des Honeywell/ITEC F124-GA-200 de 2 880 kgp produits sous licence par Fiat Avio. Le M-346 dispose d’un groupe auxiliaire de démarrage (APU) Microturbo Rubis. Le cockpit est pressurisé et climatisé sous une verrière articulée à droite, doté de sièges éjectables « zero-zero » Martin-Baker Mk.16D. Il dispose également d’un système embarqué de génération d’oxygène (OBOGS) éliminant le besoin de bouteilles, d’écrans multifonctions et d’un affichage tête haute, de commandes de vol électriques programmables en fonction du niveau de l’élève ou simulant différents types d’avions. Un équipement de navigation à longue distance est prévu, ainsi que  trois points d’emport sous chaque aile pour une capacité de 1 800 kg et des rails en bout d’aile pour missiles air-air. Un réservoir largable peut être emporté sous chaque aile, un bidon de convoyage sous le fuselage, et une perche de ravitaillement en vol est prévue en option.

## Développement

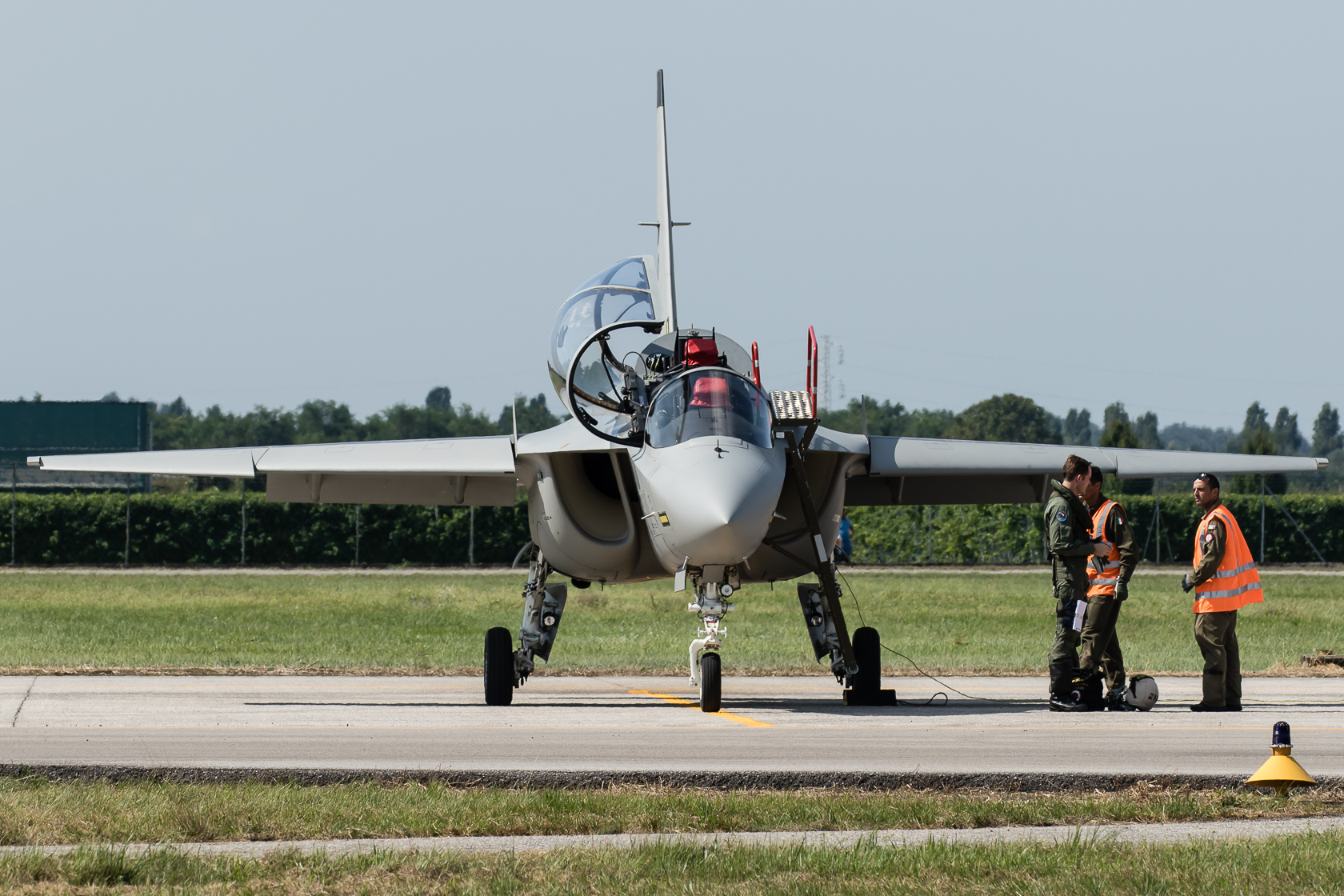
Un T-346A italien en 2015.

Le premier prototype est sorti de l’usine de Venegono le 7 juin 2003 en présence de trois ministres italiens, mais la décision de la RAF de commander le BAe Hawk a été le prétexte avancé par Aermacchi pour ralentir le programme. Les essais de roulage ont donc débuté le 28 avril 2004 et le premier vol est intervenu le 15 juillet 2004 à Venegono, le chef-pilote d’essais Olinto Cecconello étant aux commandes. Le second prototype a pris l’air en mai 2005, avec une avionique plus complète et une perche de ravitaillement en vol. Quelques mois plus tôt, en janvier 2005, le ministère de la Défense grec s’est associé au programme de développement de l’appareil en prenant en charge 10 % des financements des programmes et fin mars 2008 un accord fut signé avec l'entreprise chilienne Enaer en vue de commercialiser le M-346 et le M-311 en Amérique du Sud en échange de sous-traitances locales. Un troisième appareil de présérie a été présenté le 10 avril 2008, il participera aussi aux programme de certification. Cet appareil de présérie a effectué son premier vol le 7 juillet 2008. Par rapport au prototype, l'appareil a vu sa masse à vide réduite de 700 kg grâce à un nouveau train d'atterrissage principal et un nouvel espacement des nervures et des cadres.
En 2017, la version M-346 FA (Fighter Attack) est présentée. Il s'agit d'un chasseur léger polyvalent.
En 2018, un total de 76 appareils a été commandé.

## Utilisateurs
- Italie

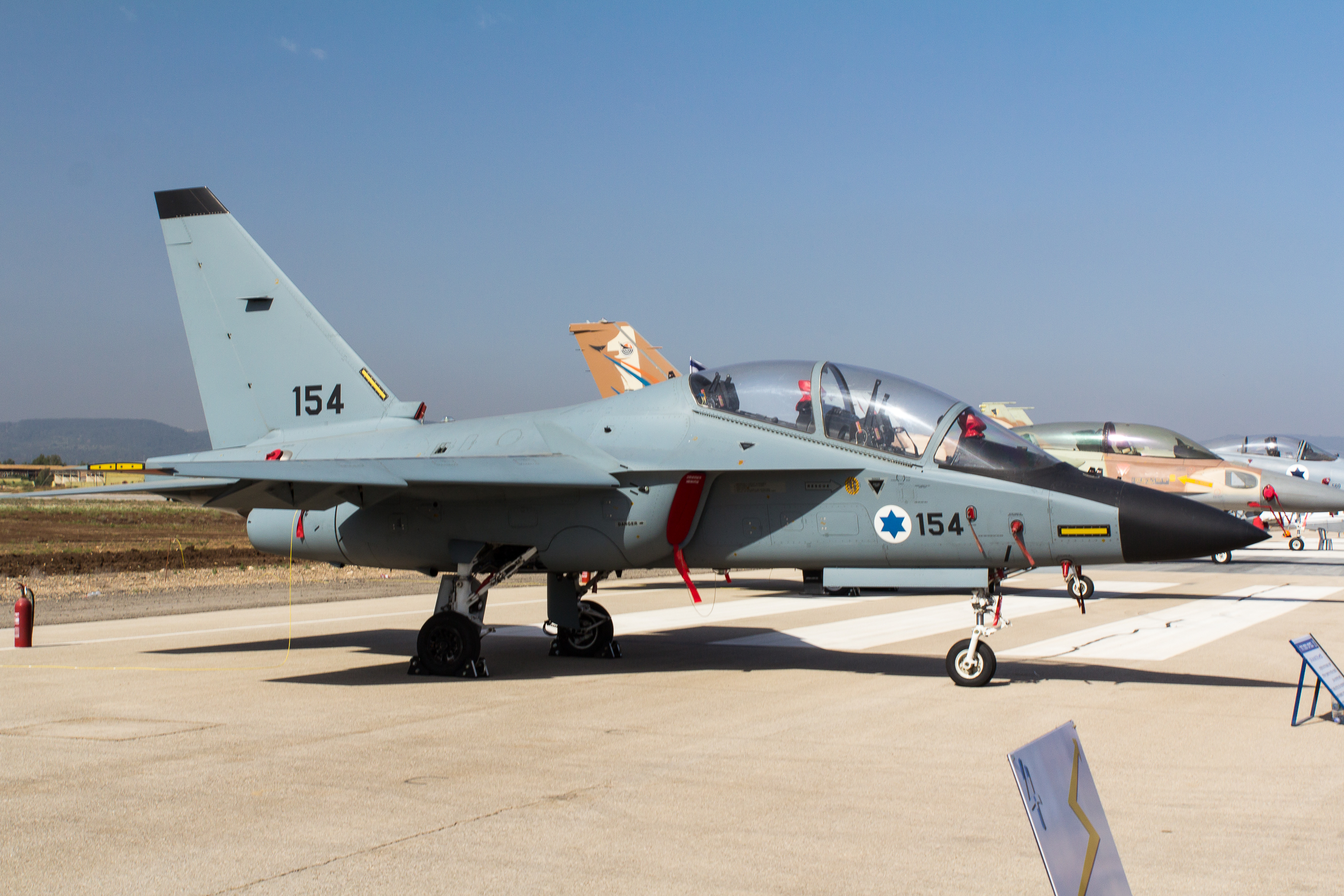
Un M-346 israélien en 2017.

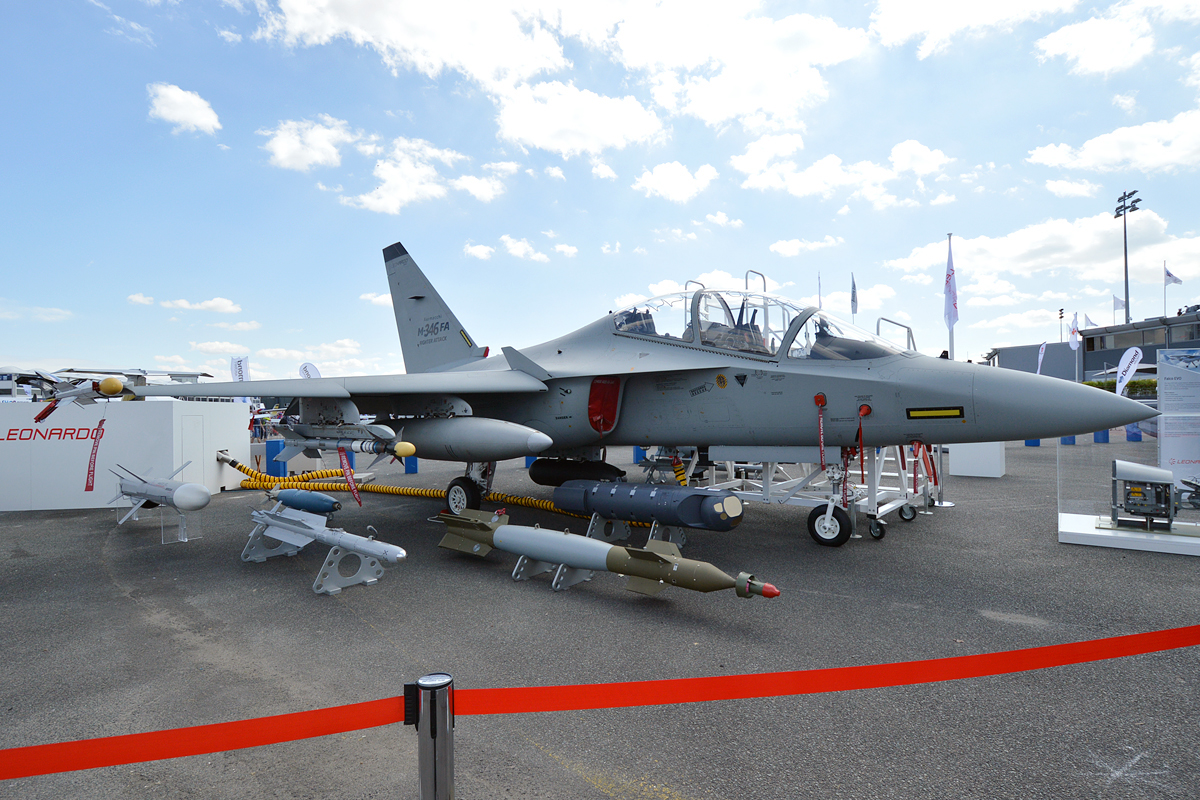
M-346 FA avec son armement d'attaque au sol et air-air, Paris-Le Bourget 2017

  - Aeronautica Militare : 18 plus 4 appartenant à Leonardo dans le cadre de la flotte partagée du 61° Stormo et de l'École internationale de pilotage le 12 septembre 2024. Possibilité de 15 supplémentaires pour la Frecce Tricolori qui en sera équipé comme indiqué dans une annonce à cette date[3]
- Émirats arabes unis
  - Force aérienne des Émirats arabes unis : 48[4]
- Israël
  - Force aérienne et spatiale israélienne : 30 appareils commandés pour remplacer les Douglas A-4 Skyhawk. Le contrat a été signé le 19 juillet 2012 pour un montant de 1 milliard de dollars. Cet achat est compensé par la vente à l'Italie de matériel militaire[5] dont deux avions d'alerte avancée G550 CAEW. Les premiers appareils ont été réceptionnés en juillet 2014[6] sur la base aérienne de Hatzerim. Les appareils sont baptisés Lavi (lion en hébreu). Le dernier appareil livré l'a été le 8 juin 2016.
- Nigeria :
  - Force aérienne nigériane : 24 en version FA commandés le 24 mars 2021 pour une première livraison dans l'année en cours[7].
- Singapour
  - Force aérienne de la république de Singapour : 14-18 appareils pour un coût de 350 millions à 450 millions de dollars commandés en 2010. Les M-346 sont destinés à remplacer les TA-4 Skyhawk et F-5 Freedom Fighter. L'appareil a été sélectionné face au T-50 Golden Eagle[8]. Les appareils sont basés en France sur la base aérienne 120 Cazaux qui accueille depuis 1998 la formation des pilotes singapouriens.
- Pologne
  - Force aérienne de la République polonaise : 8 appareils commandés le 23 décembre 2013 dans le cadre d'un contrat de 280 millions d'euros signé le 27 février 2014 avec une option sur 4 autres exemplaires[9]. L'appareil était en compétition face aux BAe Hawk et T-50 Golden Eagle[10]. Il remplacera les PZL TS11 Iskra trop vieux pour former les pilotes aux F-16 récemment acquis. Le premier appareil est présenté le 8 juin 2016[11]. La livraison a commencé le 14 novembre 2016 et s'est terminée en novembre[12]. Le 14 décembre 2018, Leonardo annonce que la Pologne a pris une option pour quatre appareils qui doivent être livrés d'ici 2020. Le contrat signé prévoit également la modernisation des 8 appareils déjà livrés[13].

## Accidents
Le 18 novembre 2011, le prototype 001 (matricule CMX615) qui venait de participer au salon aéronautique de Dubaï connaît un problème technique après le décollage alors qu'il devait rentrer en Italie accompagné par un T-346A. Contraint de faire demi-tour vers Dubaï, il s'écrase finalement en mer près de l'île artificielle de Palm Deira,. Les deux occupants ont eu le temps de s'éjecter. Les forces armées des Émirats arabes unis associés avec les Italiens ont organisé une opération pour récupérer entre autres les enregistreurs de vol.
Le 11 mai 2013, Un deuxième prototype, matricule CMX617, s'écrase 20 minutes après son décollage dans le Val Bormida (it), près de Piana Crixia en Italie.
Le 16 mars 2022, un appareil s'écrase vers le Monte Leone dans les Alpes italiennes. L'appareil a décollé vers 11 h de l'aéroport de Varese-Venego (en) pour un vol de démonstration avec à son bord un pilote d'essai de Leonardo et un instructeur pilote étranger. Le contact est perdu vers 11 h 35 et les deux pilotes s'éjectent. Le pilote étranger est retrouvé mort tandis que le pilote d'essai n'a que des blessures légères.
Le 12 juillet 2024, un avion d'entrainement appartenant à la force aérienne de la République polonaise s'est écrasé à Gdynia alors que le pilote se préparait pour un spectacle aérien. Ce dernier est décédé dans le crash de l'avion.

### Avions comparables
- Airbus Future Jet Trainer